# Pollex sapamori
Pollex sapamori là một loài bướm đêm thuộc họ Erebidae. Nó được tìm thấy ở Mindanao ở Philippines.
Sải cánh dài 10–11 mm. Cánh trước hẹp và nâu hơi xám. Cánh dưới xám đồng nhất.